# یواس‌اس ال‌اس‌تی-۲۸۵
یواس‌اس ال‌اس‌تی-۲۸۵ (به انگلیسی: USS LST-285) یک کشتی بود که طول آن ۳۲۸ فوت (۱۰۰ متر) بود. این کشتی در سال ۱۹۴۳ ساخته شد.